# Francisco António da Veiga Cabral da Câmara
Francisco António da Veiga Cabral da Câmara, 1.º Visconde de Mirandela (Bragança, 10 de setembro de 1734 — Rio de Janeiro, 31 de maio de 1810), foi um militar e administrador colonial português, filho de Francisco Xavier da Veiga Cabral e Câmara. Foi o 9º ministro do Superior Tribunal Militar.
Recebeu o Viscondado em 13 de maio de 1810, marechal de campo em 1781 e tenente-general em 1792.
Sob condições decorrentes do Tratado de Santo Ildefonso, foi nomeado governador da Capitania de Santa Catarina, por carta régia do vice-rei 2º Marquês do Lavradio, recebendo o comando das fortificações do marechal de campo espanhol Guilherme de Vaughan, sendo empossado governador da capitania em 3 de agosto de 1778, governando até 5 de janeiro de 1779.
Foi governador da Índia Portuguesa, de 1794 a 1806. Retornou ao Brasil com a corte de D. João VI.
Faleceu em 31 de maio de 1810, no Rio de Janeiro.